# Соломон
Соломо́н чи Шломо́ (івр. שְׁלֹמֹה), також відомий Єді́д'я (івр. יְדִידְיָה)— згідно з біблійною Першою Книгою царів, один із наймогутніших, найрозумніших та найзаможніших царів давньої держави Ізраїль. Згадується у Біблії як другий та улюблений син царя Давида та Ветсавії.
Про історичність царя Соломона немає достовірних свідчень, хоча є археологічні знахідки, які засвідчують реальність його батька Давида. Під час правління Соломона, згідно з Біблією, Ізраїльське царство переживало мир та розквіт. Йшло широке будівництво, жвава торгівля, внутрішній та зовнішній спокій. Почасти це підтверджується даними археології.
Біля 966 до н. е. збудував один із найвеличніших єврейських Храмів єдиному Богу, створення якого тривало 7 років та зайняло працю тисяч працівників. Через декілька сот років цей Храм зруйнував цар Вавилону Навуходоносор (607 до н. е.).
Соломону приписують авторство таких творів Біблії, як Книга приповістей Соломонових, Книга Екклезіястова (або Проповідника), Пісня над піснями, а також декількох псалмів.
Про мудрість та постать Соломона доповідають багато легенд, які приписують Соломону надприродну владу та володіння чудесними предметами.

## У Біблії

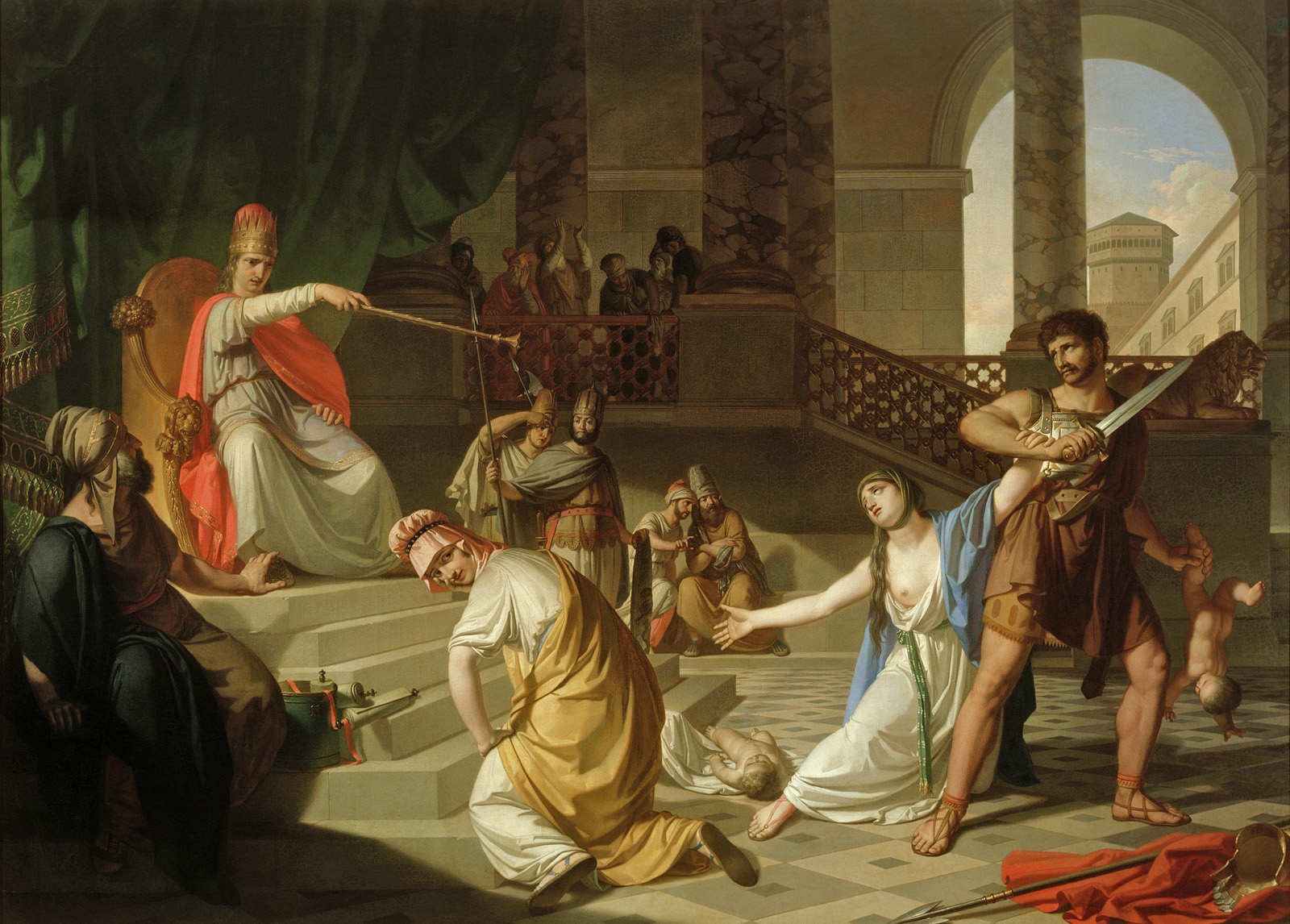
Суд Соломона на картині Франца Кауціга, 1825 р.

Соломон народився в Єрусалимі, бувши другою дитиною царя Ізраїлю Давида та його дружини Ветсавії. Ветсавія вже була одружена з благочесним Урією, але Давид, вражений її красою, наказав привести її до себе. Коли Ветсавія зачала від Давида дитину, цар забажав убити її чоловіка, пославши його на вірну смерть. Він дав таємний наказ своїм воїнам покинути Урію в розпал битви з аммонітянами. Давид тепер міг законно одружитися з Ветсавією, що і зробив після її жалоби (2 Сам 11). Пророк Натан дорікав царю за цей вчинок і провістив, що наступна дитина Давида помре, а його жінки не будуть йому вірні (2 Сам 12:1-14).
Перша дитина Ветсавії від Давида померла невдовзі після народження (2 Сам 12:18-19). Наступним народився Соломон і його троє братів: Натан, Шім'а, і Шовав. Крім того Соломон мав шістьох старших зведених братів, народжених від різних матерів: Амнона — від ізраїльтянки Ахіноам; Даниїла — від кармелітянки Авіґаїл; Авесалома — від Маахи, дочки царя ґешурського Талмая; Адонію — від Хаґґіт; Шефатію — від Авітал; і Треама — від Еґли (1 Хрон 3:1-5).
Коли Давид постарів, його найстарший син Адонія проголосив себе наступним правителем, хоча Давид заповів престол Соломону. Тому Давид терміново послав священника Садока і пророка Натана помазати Соломона на царювання. Ставши тепер царем, Соломон помилував Адонію та лишив його при дворі (1 Цар 1).
На початку свого царювання Соломон приніс Богу багату жертву на пагорбі Ґів'он. Бог з'явився йому уві сні та сказав, що юний цар може просити будь-чого для себе. Соломон захотів собі розуму, щоб судити та керувати народом (1 Цар 3:4-12).
Соломон розділив Ізраїльське царство на 12 областей, які при цьому не належали окремими колінам (родам). Задля захисту від ворогів Соломон зібрав численне військо та заснував міста-гарнізони. Він мав 40 тис. колісниць і 12 тис. вершників (1 Цар 5:1-14). За його наказом велася морська торгівля, в Ізраїль доставлялися численні екзотичні товари та щорічно — дари від інших царств. Соломон здобув славу найбагатшого та наймудрішого царя (1 Цар 10:22-25). За його правління за 7 років збудували Єрусалимський Храм, де зберігався Ковчег Заповіту (1 Цар 6) та за 13 років — розкішний палац (1 Цар 7).
Цар відомий за свій суд, де він розсудив двох жінок, що сперечалися якій з них по праву належить дитина. Обидві заявляли, що дитина її рідна. Соломон сказав, щоб дитину розрубали навпіл. Тоді одна жінка відмовитися від дитини, щоб зберегти їй життя. Соломон розпорядився віддати дитину їй, бо це, отже, й була справжня мати (1 Цар 3-16:28). Звідси фразеологізм «соломонове рішення», що означає мудре рішення, завдяки якому встановлюється справедливість.
Дізнавшись про мудрість і багатство Соломона, його відвідала цариця Савська, що випробовувала його загадками. Вражена його знаннями, цариця зробила йому численні дари, а той у відповідь зробив власні (1 Цар 10:1-10).
Соломон одружився з дочкою єгипетського царя, а крім того мав іще 700 дружин і 300 наложниць. Серед них було багато іноземок, яким цар дозволив поклонятися своїм богам і наказав збудувати для цього жертовники. За це Бог надихнув проти Соломона бунтівників, а після смерті царя його держава через те розділилася. Його син Ровоам успадкував меншу частину батькових земель (1 Цар 11).
Цар Соломон правив 40 років і був похований у «місті Давидовому» (Вифлеємі) (1 Цар 11:43).

## Історичність Соломона
Між 1957 та 1971 роками археолог Іґаель Ядін розпочав розкопки у Хацорі та Меґіддо, чиї брами нібито збудовані царем Соломоном близько 960 року. Ґрунтуючись на порівняних із розкопками в Гезері за 1902—1909 років, Ядін визначив, що вони створені в один час. У 1993 році Авраам Біран виявив напис у Тель-Дані на розбитій стелі на півночі Ізраїлю. Напис вшановує перемогу арамейського царя над його південними сусідами та конкретно згадує його як «царя Ізраїлю», та «царя дому Давида». Можливо, це перше пряме історичне свідчення реальності династії Давида в Ізраїлі.
У 2010 році Ейлат Мазар та її команда виявили стіну X століття до н. е. між Храмовою горою та сучасним арабським районом Сільван. Стіна була частиною більшого оборонного комплексу. Ґрунтуючись на артефактах, знайдених у цьому районі та навколо нього, Мазар припустила, що стіні принаймні 3000 років — це означає, що її будівництво припадає на період царя Соломона, як це слідує з Книги 1 Царів. У 2013 році Ерез Бен-Йосеф і його археологічна команда виявили радіовуглецевим датуванням, що мідні копальні в ізраїльській пустелі Арава, які раніше вважалися єгипетськими, належали ідумеям — ворогам Ізраїлю, які жили в період Соломона та неодноразово згадані в єврейських писаннях. У 2014 році студенти та викладачі Університету штату Міссісіпі виявили шість глиняних печаток на півдні Ізраїлю поблизу Гази. Хоча на печатках немає прямих згадок про царя Давида чи Соломона, вони засвідчують офіційну діяльність уряду в X ст. до н. е. У 2016 році ізраїльські археологи виявили численні невеликі артефакти на Храмовій горі, які датуються часом Першого Храму, майже 3000 років тому. Уламки з археологічних розкопок включають фрагменти кераміки, оливкові кісточки, кістки тварин, і датуються періодом, що збігається з біблійним правлінням Соломона.

## У небіблійних легендах

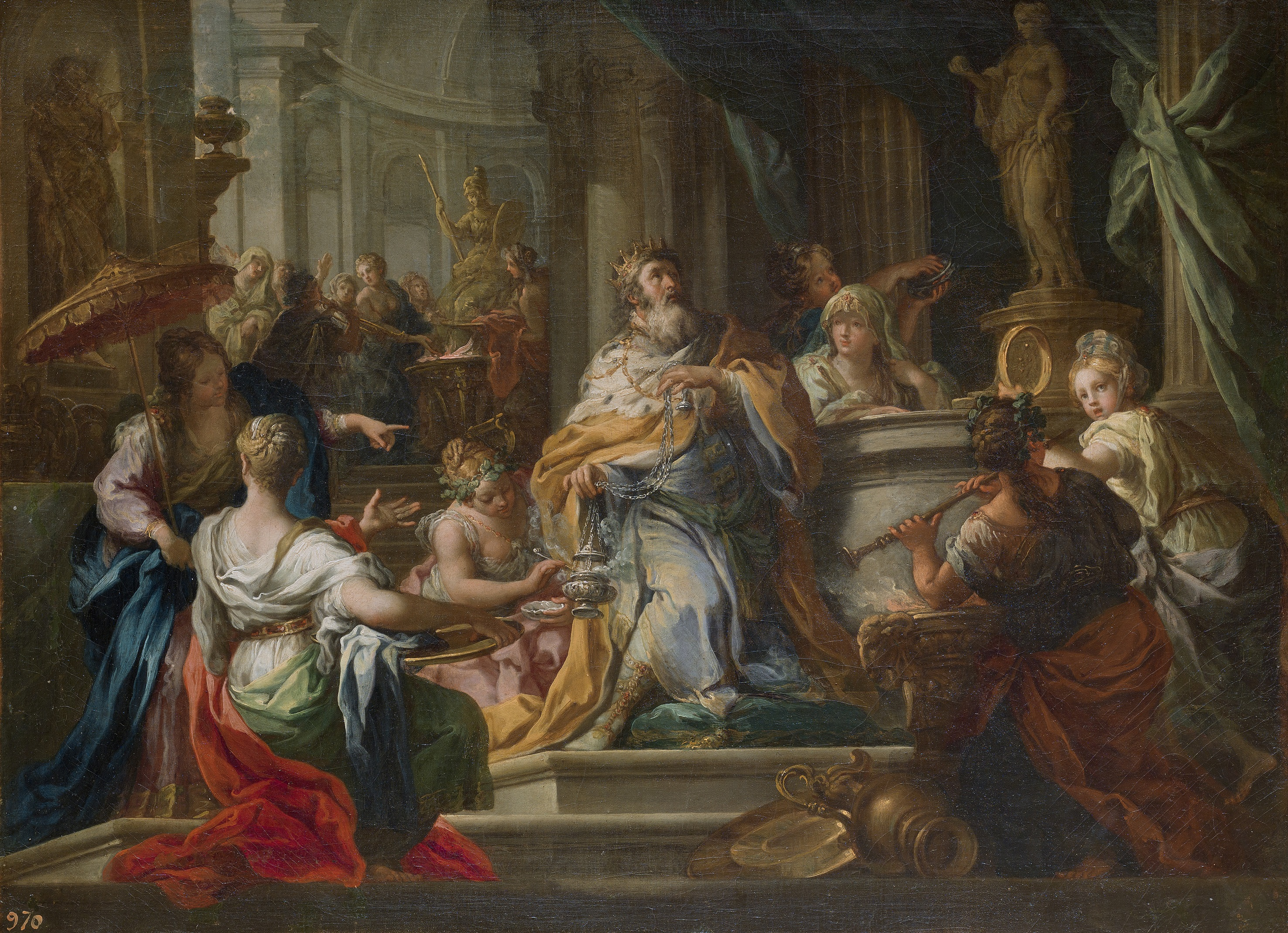
Ідолопоклонство Соломона, картина Себастьяно Конка, близько 1750 р.

Згідно з єврейськими легендами, Бог призначив Соломону ім'я ще до його народження, тому Соломона зараховують до праведників. За обрахунками рабинів, цар зійшов на трон у 12 років. Хоча Йосип Флавій стверджував, що Соломон почав правити у 14 років і був царем упродовж 80-и років. Учителем Соломона з Тори, за легендами, був Шімей, чия смерть відзначила перше падіння Соломона в гріх.
Соломону приписувалася здатність розуміти мови звірів і птахів, і визначати хто правий, а хто ні, тільки поглянувши на людей; або навіть бачити майбутню долю людей. Так, легенда про Соломона й фараона оповідає, нібито він попросив у фараона будівельників для створення храму. Але фараон вирішив обманути ізраїльського царя та послав йому чоловіків, про яких знав, що ті помруть упродовж року. Побачивши цих людей, Соломон зрозумів намір фараона та повернув будівельників назад, давши їм савани й труни; та листа, в якому написав, що коли фараон не може забезпечити своїх людей поховальними предметами, то міг би просто попросити їх, а не слати для цього в Ізраїль.
Іноді Соломону приписується надприродний вплив його мудрості, що поширював фактичну владу царя на весь світ і природу. Перекази оповідають, начебто тварини самі приходили на кухню його палацу, щоб стати стравами; демони приносили йому дорогоцінне каміння та воду з далеких країн для поливу його екзотичних рослин; за його правління Місяць ніколи не зменшувався, а добро завжди перемагало зло.
Завдяки своїй прославленій мудрості Соломон є героєм багатьох історій у літературі мідрашу, де слугує прикладом мудрості. Більшість із них зібрав у XIX ст. австрійський рабин Адольф Єллінек. Наприклад, є легенда про двоголового чоловіка, що вимагав подвійну частку спадщини, тоді як його брати були згідні тільки на одну. Соломон розсудив їх таким чином, що чоловік з двома головами усе одно є єдиною людиною і мусить отримати таку частку, як усі. В легендах Соломон, попри свою мудрість, постає скромним. Так, коли довелося запровадити високосний рік, він нібито викликав сімох старійшин, у присутності яких мовчав, вважаючи їх більш вченими, ніж він сам.
З іншого боку, члени ранньої школи критиків Соломона представляють його в протилежному образі. Соломон постає там порушником законів Тори, згідно з якими цар не повинен множити ані коней, ані дружин, ані срібла та золота; пихатим і надмірно самовпевненим. У день завершення будівництва Храму він влаштовує гучне весілля з дочкою фараона, за що архангел Гавриїл створює острів, де потім постане Рим — ворог Ізраїлю.
Згідно з кабалістами, Соломон плавав по повітрю на троні світла, встановленому на орлі. Одного разу він знайшов гору, до якої були прикуті палі янголи Узза та Аззаїл. Соломон за допомогою персня, на якому було вигравірувано ім'я Бога, змусив двох ангелів відкрити кожну таємницю, яку він бажав знати. Згідно з іншою кабалістичною легендою, Соломон наказав демону перенести до семи регіонів пекла Хірама, царя Тіру, який після повернення переказав Соломону все, що бачив у загробному світі.
Соломону приписувалося володіння чудесними предметами. Так, у нього нібито був подарований Богом літаючий килим 60 миль завдовжки і завширшки, який переміщувався так швидко, що цар снідав у Дамаску і вечеряв у Мідії. Одного разу Соломон запишався і як покарання за це вітер похитнув килим, скинувши 40 000 людей. Коли цар став дорікати вітру, той присоромив царя словами, що Соломон повинен повернутися до Бога. В іншій легенді Соломон під час подорожі розмовляє з мурахою, котра каже йому, що Соломон походить від зіпсутого роду, тому не повинен пишатися. Поміж інших чудесних предметів Соломона згадується пишно оздоблений трон з механічними звірами, котрі обслуговували Соломона та лякали навколишніх, змушуючи їх говорити правду.
Деякі легенди про Соломона підкреслюють минущість земної влади. В одній Соломон знаходить у пустелі будівлю без входу та запитує у трьох орлів чи не знають вони як туди потрапити. Лише третій, найстарший, підказав, що вхід засипаний піском. Увійшовши в будівлю, Соломон знайшов там ідола, що «панував над мільйонними містами, об'їздив мільйони коней, мав під собою мільйон васалів і вбив мільйон воїнів, але не міг протистояти ангелу смерті». В іншій легенді демон Асмодей обманом змушує Соломона звільнити його та дати свій перстень. Після цього демон закидає Соломона на 400 миль, а сам сідає правити замість нього. За деякими варіантами оповіді Бог послав Асмодея скинути Соломона, як покарання за гріхи царя: його ідолопоклонство або дозвіл дружинам вклонятися ідолам.

## У фольклорі
В українських народних віруваннях є уявлення про «Соломонові роки», що настануть перед кінцем світу. В переказах Ісус Христос після свого воскресіння призначає світові стояти ще тисячу років, і записує це на кам'яному стовпі. Але Соломон вирішує, що це замало, і дописує більше. Христос погоджується, щоб світ стояв довше, але застерігає, що в «Соломонові роки» люди будуть дуже мудрі, однак, нещасні. Поява різних складних механізмів, потягів, заводів тощо пояснювалася як винаходи Соломона.

## У мистецтві

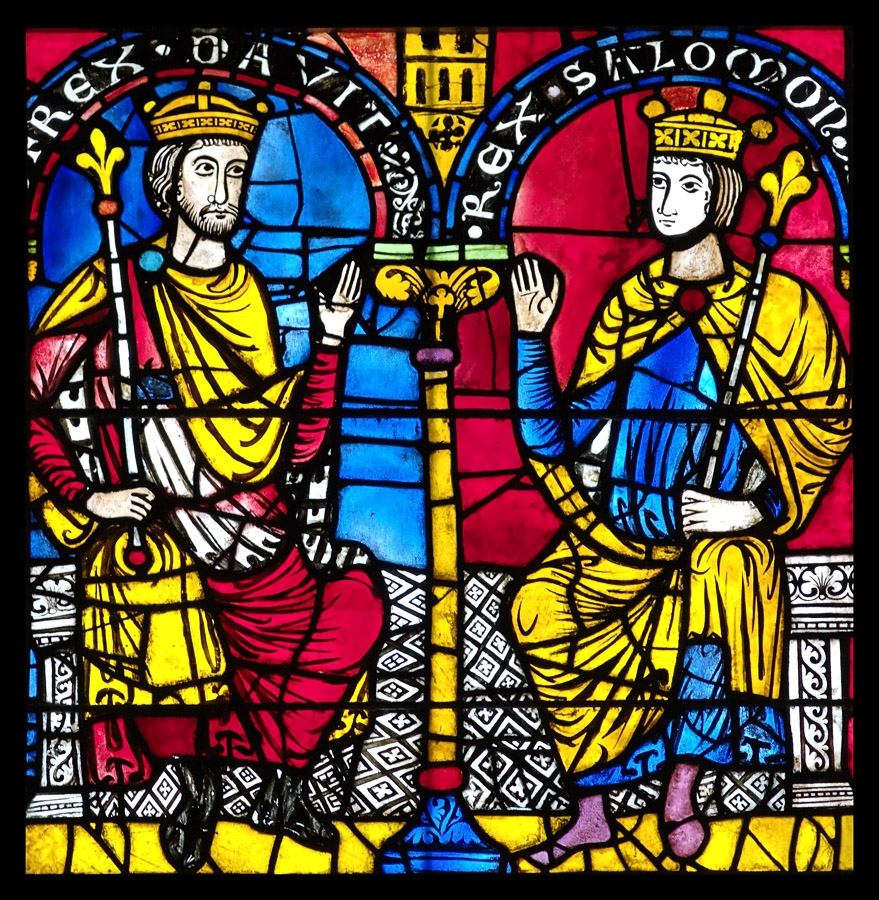
Давид і Соломон. Романський вітраж другої половини XII cт.

### Іконографія
Усталеної іконографії Соломона немає. Іноді він зображається молодим і без бороди; іноді чоловіком середнього віку, з короткою бородою. Він не має іконографічних атрибутів.
Соломона найчастіше зображають у сцені «суду Соломона» за винесенням рішення у справі між двома жінками, які претендують на ту саму дитину. На популярність цієї сцени вплинули християнські коментатори, що порівнювали Соломона та справжню матір із Христом і його Церквою. Відвідання царицею Савською Соломона тлумачиться як алегорія приходу язичників до Христа, що також посприяло популярності цього сюжету в образотворчому мистецтві. Художники майже завжди зображують царицю Савську білошкірою, ігноруючи, що вона африканка.
Соломона зображали такі відомі художники, як П'єро делла Франческа, Конрад Віц, Франческо дель Косса, Ніколя Пуссен, Якопо Тінторетто, Рафаель Санті, Себастьян Бурдон, Анрі Фредерік Шопен, Ніколаус Кнупфер, Джамбаттіста Піттоні, Себастьяно Конка, Франц Кауціг, Джованні Де Мін, Гюстав Доре, Сімеон Соломон.

### Кінематограф
- «Соломон і Шеба» (1959)
- «Соломон і Шеба» (1995)
- «Цар Соломон: Наймудріший з мудрих» (1997)
- «Бруклінський Вавилон» (2001) — переказ історії Соломона та цариці Савської в новітньому антуражі
- «Царство Соломона» (2009) — іранський релігійний/історичний фільм